# Salomea Jelinowska
Salomea Anna Jelinowska (ur. 27 czerwca 1924 w Warszawie, zm. 25 sierpnia 2022) – polska profesorka z zakresu uprawy roślin.

## Życiorys
Urodziła się w Warszawie, mieszkała w Janowie Lubelskim, Ostrowie Mazowieckiej, Łomży, Grodnie. W Grodnie ukończyła szkołę podstawową i gimnazjum. Przed II wojną światową rodzice Salomei rozstali się. W trakcie okupacji sowieckiej kontynuowała naukę szkolną. Podczas okupacji niemieckiej rozpoczęła pracę w szpitalu, dobra znajomość języka niemieckiego pozwoliła jej otrzymać pracę tłumacza w urzędzie miasta. W lutym 1942 roku została zaprzysiężona w Armii Krajowej. Jej pseudonim to „Prawda”. Dzięki pracy w urzędzie miasta miała dostęp do informacji, które przekazywała AK. Miała tam także dostęp do powielacza, na którym powielała m.in. instrukcje dla partyzantów. Kiedy w roku 1943 getto żydowskie w Grodnie zostało zlikwidowane, matka Salomei, również działająca w podziemiu, Zofia Modzelewska uratowała szkolną koleżankę Salomei, Leę Rywkind, która była pochodzenia żydowskiego (przeżyła wojnę i skontaktowała się z kobietami w latach 50.). W 1994 roku Salomea z matką otrzymały rozkaz opuszczenia Grodna, wyjechały do Warszawy. W Warszawie do zakończenia powstania warszawskiego mieszkały z nimi będące pochodzenia żydowskiego Nelly Kilman i jej córka Wanda. W czasie powstania Salomea pracowała w szpitalu sióstr Zmartwychwstanek, a potem przy sortowaniu amunicji. Po upadku powstania została umieszczona wraz z matką w Dulag 121 w Pruszkowie, następnie przewieziono je do obozu pod Hamburgiem, potem do KL Ravensbrück. 
W 1949 roku ukończyła studia na Uniwersytecie Wrocławskim, w 1958 roku uzyskała stopień doktora na Wydziale Rolniczym Wyższej Szkoły Rolniczej we Wrocławiu, a stopień doktora habilitowanego został jej nadany w 1967 roku przez Instytut Uprawy, Nawożenia i Gleboznawstwa (IUNG) w Puławach. Profesorką została w 1987 roku.  
Od 1970 roku do 1989 roku pełniła funkcję kierowniczki Zakładu Roślin Pastewnych w IUNG. Jest autorką 80 prac. W swoich badaniach zajmowała się m.in. lucerną (na przykład badała możliwość podniesienia jej plonów na terenie Polski, szukała odpowiednich gatunków traw do mieszanek z lucerną), modelami produkcji pasz w gospodarstwie, doborem roślin poplonowych. 
Została odznaczona Srebrnym Krzyżem Zasługi w 1955 roku, Złotym Krzyżem Zasługi w 1975 roku, Krzyżem Kawalerskim Orderu Odrodzenia Polski w 1987 roku, Krzyżem Armii Krajowej w 1998 roku.
Pochowana jest na Cmentarzu parafialnym przy ul. Piaskowej w Puławach.